# Estrela da Morte
Estrela da Morte é uma estação espacial bélica criada pelo Império Galáctico na série cinematográfica de ficção científica Star Wars.
Construída pelo regime autocrático do Império Galáctico, a Estrela da Morte é uma estação espacial armada capaz de destruir planetas inteiros, funcionando como instrumento de intimidação e dominação imperial. Sua primeira aparição ocorre em Star Wars: Episódio IV – Uma Nova Esperança, servindo como elemento central da trama e principal cenário do filme. A estação é destruída ao final da narrativa em um ataque coordenado pela Aliança Rebelde, liderado por Luke Skywalker durante a Batalha de Yavin.
É uma gigantesca estação espacial esférica, com 160 km de diâmetro. Carrega milhares de soldados (stormtroopers), caças TIE e caças TIE avançados como o de Darth Vader, mas sua arma maior é o superlaser que possui um formato de uma gigantesca cratera, que causa a destruição parcial e total de planetas, como Jedha, Scarif e Alderaan, planeta natal de Princesa Leia (irmã de Luke Skywalker), Alderaan. 
Desde sua primeira aparição, a Estrela da Morte tornou-se um ícone cultural e um dos elementos mais reconhecíveis da franquia Star Wars.

## História
A Estrela da Morte, é uma super arma fictícia do universo Star Wars. Foi projetada para ser uma estação espacial autossuficiente e possui capacidade para destruir planetas inteiros com um único disparo de seu superlaser. Seu desenvolvimento é a manifestação mais extrema do poder tecnológico e bélico do Império Galáctico, servindo tanto como arma de destruição em massa quanto como símbolo de sua dominação política.
Sua primeira aparição foi em Star Wars: Episódio IV – Uma Nova Esperança, onde a estação representa o centro da trama. Durante a Batalha de Yavin, a Estrela da Morte é destruída por Luke Skywalker, graças a uma vulnerabilidade crítica revelada pelos planos roubados da estação.
A origem e construção da Estrela da Morte são exploradas em outras obras, como no filme Rogue One, que narra o roubo dos planos pela célula rebelde liderada por Cassian Andor e Jyn Erso, filha do engenheiro Galen Erso, responsável por inserir de forma deliberada a falha estrutural no projeto. A série Andor retrata os bastidores políticos e logísticos da construção da estação, além do uso de mão de obra escrava nas prisões de Narkina 5.
Durante os eventos de Star Wars: Episódio VI – O Retorno de Jedi, uma segunda Estrela da Morte encontra-se em fase final de construção sobre a lua de Endor. Esta versão é significativamente maior e apresenta aprimoramentos tecnológicos e bélicos em relação à primeira. Apesar de incompleta, a estação já é belicamente funcional, representando uma ameaça renovada à galáxia. No entanto, ela também é destruída pela Aliança Rebelde durante a decisiva Batalha de Endor.

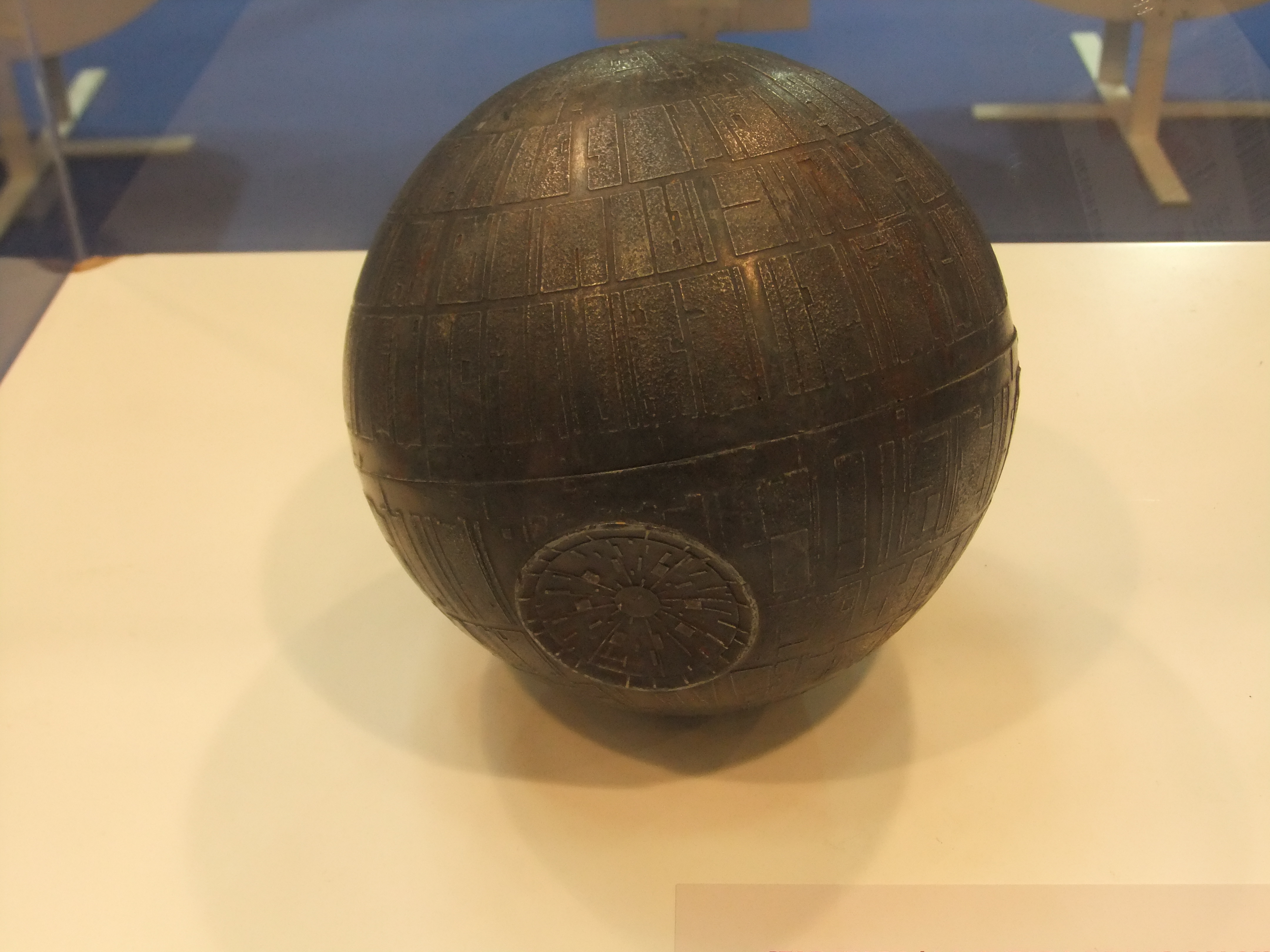
Maquete da Estrela da Morte usada na gravação do episódio IV.

Os primeiros diagramas esquemáticos da primeira Estrela da Morte são visíveis nas cenas em Geonosis de Star Wars: Episódio II - O Ataque dos Clones e o início da construção desta Estrela da Morte é mostrada no final de Star Wars Episódio III: A Vingança dos Sith. 
A Estrela da Morte foi projetada pelos engenheiros da Confederação de Sistemas Independentes em Geonosis por ordens do Conde Dookan, ainda durante as Guerras Clônicas. Após a chegada abrupta das forças militares da República Galáctica em Geonosis, o arquiduque Poggle, o Menor deu-lhe os planos da estação espacial de Dookan. Quando a República Galáctica foi transformada em Império Galáctico, Palpatine decidiu lançar os planos de construção da Estrela da Morte. A princípio, os Geonosianos seriam os principais construtores da primeira Estrela da Morte, mas eventualmente os escravos de guerra iriam construir esta base (a maioria deles eram sobreviventes Wookiees da Batalha de Kashyyyk, prisioneiros de guerra e prisioneiros comuns).

## Cultura popular

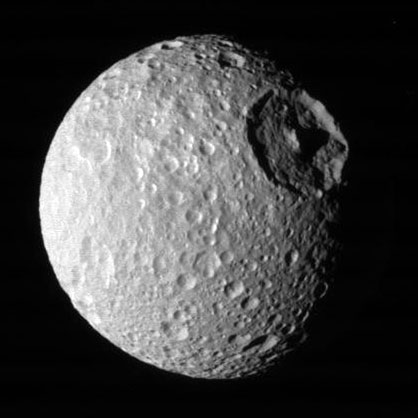
Foto de Mimas tirada pela sonda espacial Cassini-Huygens mostrando a cratera Herschel

A lua de Saturno Mimas é frequentemente associada com o a Estrela da Morte devido a semelhança da cratera Herschel com o canhão laser da estação. Esta cratera possui mais de 130 quilômetros de diâmetro e costuma dominar as fotografias tiradas pelas sondas espaciais.
Uma proposta foi apresentada ao governo dos Estados Unidos para a construção de uma Estrela da Morte apoiada por mais de 25 mil assinaturas como meio de criar novos empregos e aprimorar as defesas do país. Numa resposta oficial bem humorada o governo refutou a proposta alegando que a construção elevaria o orçamento do país, o governo não apoia a destruição de planetas e não faria sentido construir uma Estrela da Morte com uma falha que poderia ser explorada por uma nave com um piloto.
Segundo estimativas, manter a estrela da morte custaria ao dia 30 bilhões de vezes todo o dinheiro do mundo segundo a consultoria Ovo Energy.